# C/2018 EN4 (NEOWISE)
C/2018 EN4 (NEOWISE) — короткоперіодична комета типу комети Галлея. Відкрита 9 березня 2018 року; була 20m на час відкриття. Абсолютна величина комети разом з комою становить 13.7m.